# Buchin (gmina)
Buchin − gmina w Rumunii, w okręgu Caraș-Severin. Obejmuje miejscowości Buchin, Lindenfeld, Poiana, Prisian i Valea Timișului. W 2011 roku liczyła 2039 mieszkańców.